# La baracca dei tristi piaceri
La baracca dei tristi piaceri è un romanzo storico della scrittrice Helga Schneider, tedesca naturalizzata italiana.
Ma come si sarebbe potuta arginare questa deriva durante il nazismo, quando si raccomandava alla gioventù la brutalità come dimostrazione di forza e coraggio, e la prostituzione forzata, ovvero una micidiale forma di violenza, faceva addirittura parte delle strategie politiche del governo di Hitler?»

## Trama
Il romanzo racconta la storia di una donna nel campo di concentramento di Buchenwald; colpevole di aver “mischiato” il suo sangue, ariano, con quello di un ebreo, viene selezionata per servire nel bordello del campo a disposizione delle guardie SS e di prigionieri maschi disposti a pagare con cibo il piacere. Dopo la guerra queste donne non vennero considerate come vittime ma dovettero nascondere il loro passato come se fossero colpevoli. L'autrice, abbandonata dalla madre membro delle SS e guardiana nei campi di sterminio nel 1941, si ricollega al suo passato.
La protagonista, Frau Kiesel, racconta a Sveva, una scrittrice, la sua vita nel campo.

## Edizioni
- Helga Schneider, La baracca dei tristi piaceri, Salani, 2009,  p. 205, ISBN 978-88-6256-070-2.
- Schneider, Helga, La baracca dei tristi piaceri, Milano, Mondolibri, 2010.
- Schneider, Helga, La baracca dei tristi piaceri (audiolibro CD), a cura di lettore: Maria Cristina Amadei Folzner, Feltre: Centro internazionale del libro parlato, 2010.0
- Schneider, Helga., La baracca dei tristi piaceri : romanzo, Editori associati, 2012, ISBN 978-88-502-2727-3, OCLC 898539390.
- Schneider, Helga, La baracca dei tristi piaceri, Milano, TEA, 2022.